# Три пройдохи
«Три пройдохи» (англ. The Three Must-Get-Theres) — американский немой фильм 1922 года, снятый Максом Линдером. Фильм является пародией на роман Александра Дюма «Три мушкетера» 1844 года и ранее выпущенный фильм 1921 года «Три мушкетера» с Дугласом Фэрбенксом в роли д’Артаньяна.
Фильм стал последней из работ Линдера в Голливуде перед его возвращением в Европу, где он закончил только ещё один фильм, «Макс — король цирка».

## Сюжет
Д’Артаньян (англ. Dart-In-Again), молодой и бедный дворянин из Гаскони, едет в Париж в надежде стать одним из мушкетёров короля. Он встречает трёх мушкетеров: Моржа (англ. Walrus), Осьминога (англ. Octopus) и Морскую Свинью (англ. Porpoise) и вступает с ними в драку, но быстро становится их другом. Вместе они сражаются с гвардейцами кардинала Ричи-Лу (англ. Richie-Loo), первого министра короля Людовика XIII.
Королева Анна в отчаянии, поскольку кардинал обнаружил, что она отдала драгоценности, подаренные ей королём, своему возлюбленному — герцогу Пусси Бункумину (англ. Poussy Bunkumin). Д’Артаньян пересекает Ла-Манш на своей водоплавающей лошади, чтобы забрать их, и возвращает королеве как раз вовремя, спасая её честь. В ходе приключений он влюбляется в Констанцию Бонн-о-Фье (англ. Constance Bonne-aux-Fieux). Король награждает Д’Артаньяна, принимая в ряды мушкетёров и благословляя свадьбу с Констанцией.

## В ролях
- Макс Линдер — Д’Артаньян (в русском переводе Дам-я-вам)
- Булл Монтана — кардинал Ричи-Лу (в русском переводе Режьте-ли-де-Ателье)
- Фрэнк Кук — король Людовик XIII
- Каролина Ранкин — королева Анна
- Джобина Ролстон — Констанция Бонн-о-Фье (в русском переводе Монпансье)
- Гарри Манн — герцог Пусти-банки-ем
- Жан де Лимур — Рокфор
- Джек Ричардсон — Карпус
- Чарльз Мезетти — Палтус
- Кларенс Верц — Осетрус
- Бьюнунски Хуман — Монах, помощник кардинала

## Отзывы
28 августа 1922 года The New York Times писала: «…добродушно и весело. Если [фильму] не хватает тонкости и острой сатиры, взамен он изобилует открытыми и искренними насмешками. Суть метода — абсурдизация. Повторяя один в один за Фэрбенксом, [фильм] следует параллельно ему, а не след в след, в трактовке каждого эпизода повествования. Версия Фэрбенкса идёт по романтической линии. Версия Линдера — по линии нелепого… [Фильму] достаточно быть бурлеском. Таким образом, вы можете наслаждаться обоими фильмами, и ни один из них не помешает вам получить удовольствие от другого».